# Pajusaari (ö i Kymmenedalen, Kouvola, lat 61,13, long 26,19)
Pajusaari är en ö i Finland. Den ligger i sjön Konnivesi och i kommunen Itis i den ekonomiska regionen  Kouvola ekonomiska region  och landskapet Kymmenedalen, i den södra delen av landet, 130 km nordost om huvudstaden Helsingfors. Öns area är 1,4 hektar och dess största längd är 180 meter i sydväst-nordöstlig riktning.